# Sam Gopal
Sam Gopal (также: Sam Gopal’s Dream) — британская рок-группа, образовавшаяся в Лондоне, Англия, в 1965 году, названная по имени основателя, малайского перкуссиониста Сэма Гопала и исполнявшая психоделический рок.

## История
«Sam Gopal’s Dream» образовались в 1965 году в составе: Сэм Гопал (табла), Мик Хатчинсон (Mick Hutchinson, гитара), Пит Сиэрс (Pete Sears, бас-гитара) и Энди Кларк (Andy Clark, клавишные) — последний присоединился к составу чуть позже. 
В 1967 году состав записал несколько треков для Screen Gems[что?] с Гусом Дандженом в качестве звукооператора. 
28 апреля 1967 ансамбль выступил на андеграундном фестивале "The 14 Hour Technicolor Dream", организованном International Times в лондонском Alexandra Palace, где выступили также Pink Floyd, The Pretty Things, Savoy Brown, The Crazy World of Arthur Brown, Soft Machine и The Move. 
Sam Gopal Dream играли, в основном, в UFO Club, The Electric Garden в Ковент-Гардене, The Roundhouse и Happening 44. Однажды, в лондонском Speakeasy Club, к группе на сцене присоединился Джими Хендрикс.
В 1968 году группа сократила название до «Sam Gopal», пригласила к сотрудничеству менеджера Роберта Стигвуда и полностью изменила состав: вместе с её основателем теперь выступали Лемми (гитара, вокал), Роджер Д’Элия (Roger D’Elia, гитара) и бас-гитарист Фил Дюк (Phil Duke). Sam Gopal выпустили альбом Escalator (Stable Records) и сингл «Horse». 
В 1969 году Гопал собрал новый ансамбль, в состав которого вошли Алан Марк (Alan Mark, вокал), Мокс Гоуланд (Mox Gowland, гармоника, флейта), Мики Финн Уоллер (Micky Finn Waller, гитара) и Фредди Ганди (бас-гитара).
Некоторое время Гопал провёл в Амстердаме, после чего вновь переименовал группу, в Cosmosis, и привлёк к участию гитариста Берни Холланда. 
Впоследствии Гопал записывался в Париже, Непале и Берлине, в частности, с группой «Sangit».

## Дискография

### Альбомы
- Escalator (записан в 1968, выпущен в 1969 году)
- Father Mucker (записан в 1990, выпущен в 1999 году)

### Синглы и мини-альбомы
- Horse / Backdoor Man (1968)
- Cold Embrace / The Sky Is Burning / Escalator / Angry Faces (1968, EP)